# Aiguille Pers
L'aiguille Pers est un sommet de France située en Savoie, dans les Alpes grées, au-dessus du col de l'Iseran.

## Géographie
Située à la réunion de trois crêtes, la montagne culmine à 3 386 mètres d'altitude. La crête nord-ouest se dirige vers la pointe de Pers à 3 327 mètres d'altitude, le col Pers à 3 009 mètres, les rochers de Pers puis le signal de l'Iseran à 3 237 mètres. La crête nord-est mène à la pointe du Gros Caval à 3 285 mètres puis la Petite aiguille Rousse à 3 432 mètres et la Grande aiguille Rousse à 3 482 mètres. La crête sud passe par la pointe du Montet à 3 428 mètres, le col de l'Ouille Noire à 3 229 mètres et l'Ouille Noire à 3 357 mètres.
Les trois versants sous le sommet sont occupés par trois petits glaciers : au nord le glacier Pers au-dessus de la vallée de l'Isère, à l'est le glacier du Montet au-dessus de la vallée de l'Arc et à l'ouest le glacier du Grand Pisaillas, lieu de la pratique du ski d'été à Val-d'Isère, au-dessus du col de l'Iseran et du vallon de la Lenta.

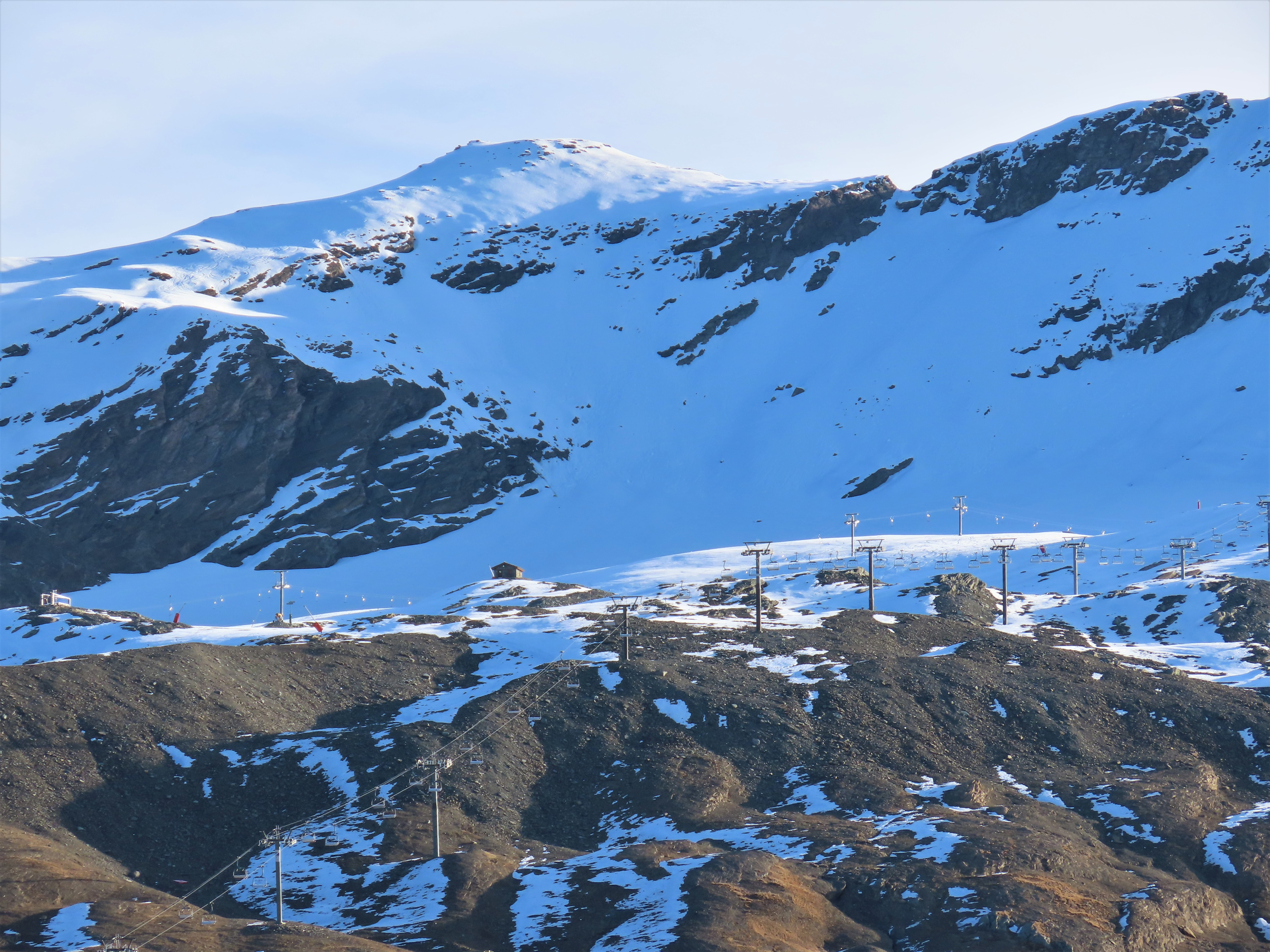
L'aiguille Pers enneigée dominant le glacier du Grand Pisaillas et les remontées mécaniques de Val-d'Isère depuis le col de l'Iseran à l'ouest.

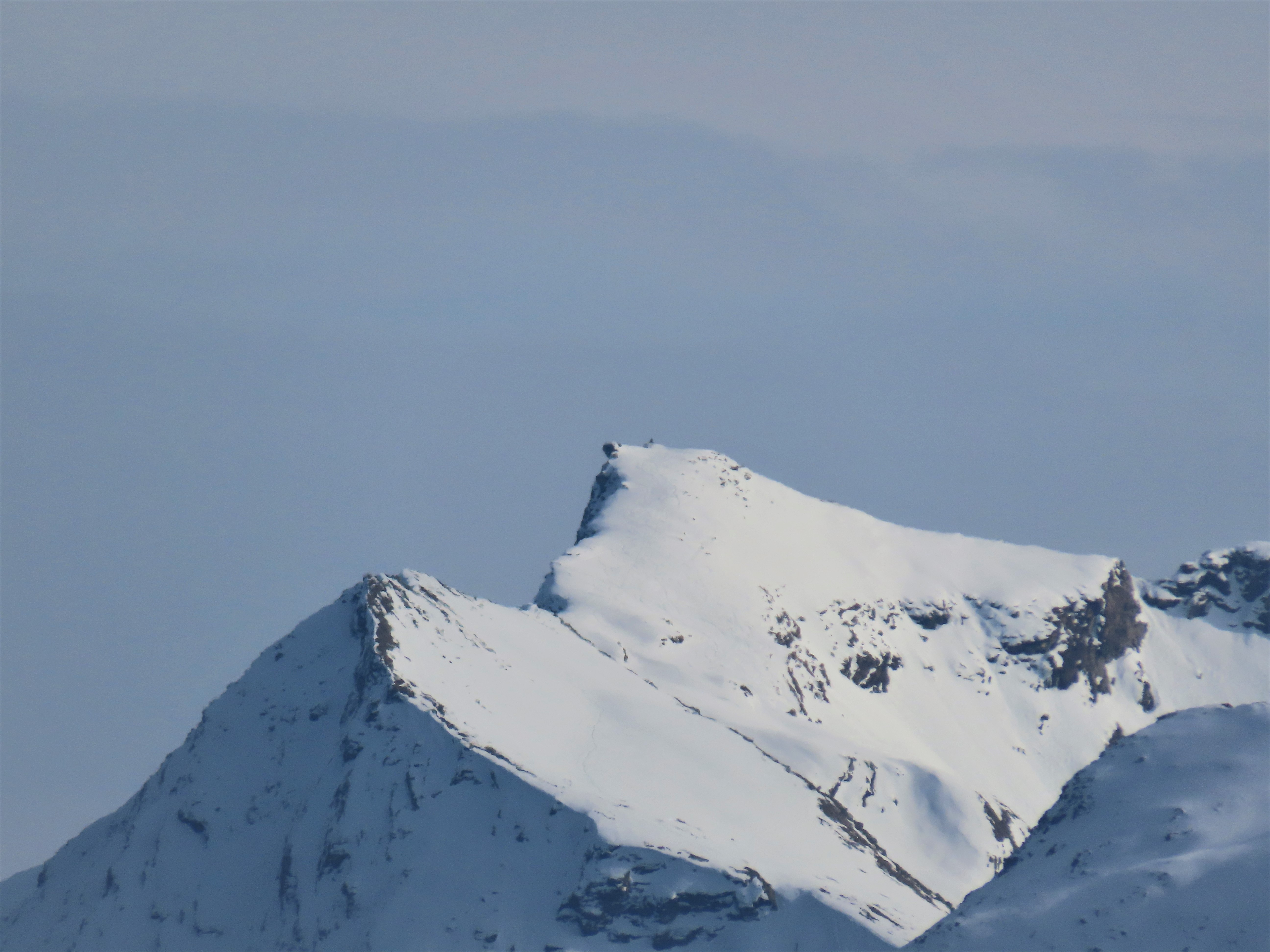
L'aiguille Pers avec la pointe Pers à gauche depuis l'aiguille Percée au nord-est.